# Чанкаламахі
Чанкаламахі (рос. Чанкаламахи) — село Акушинського району, Дагестану Росії. Входить до складу муніципального утворення Сільрада Акушинська.
Населення — 111 (2010).

## Населення
За даними перепису населення 2002 року в селі мешкало 110 осіб. У тому числі 50 (45,45 %) чоловіків та 60 (54,55 %) жінок.
Переважна більшість мешканців — даргинці (100 % від усіх мешканців). У селі переважає північнодаргинська мова.